# Gliese 481
Gliese 481 is een oranje dwerg in het sterrenbeeld Hoofdhaar, met magnitude van +7,68 en met een spectraalklasse van K4.5V. De ster en bevindt zich 46,0 lichtjaar van de zon.